# Fergus Woolnough
Fergus Woolnough, född 8 oktober 2002, är en brittisk roddare.

## Karriär
Woolnough började med rodd som 15-åring efter att tidigare spelat rugby. Vid U23-VM 2023 i Plovdiv var han en del av Storbritanniens lag som tog guld i åtta med styrman. Vid U23-VM 2024 i St. Catharines tog Woolnough guld tillsammans med Joshua Brangan, Harry Geffen och Jake Wincomb i fyra utan styrman.
Vid EM 2025 i Plovdiv var Woolnough en del av Storbritanniens lag som tog guld i åtta med styrman.